# Pierre Conté
Pierre Conté (Tolosa, 1891 – 1971) è stato un ballerino, coreografo e compositore francese, nonché teorico del movimento.

## Biografia
Studiò musica e danza ed alla fine della prima guerra mondiale scoprì i lavori di Marey sulla biomeccanica e più tardi quelli di Rudolf Laban sulla notazione del movimento.
Oltre alla realizzazione di numerose coreografie e musiche per i film di Jean Painlevé, Conté creò un suo proprio sistema di scrittura del movimento e pubblicò diverse opere teoriche.
Egli seppe stabilire i quattro fattori della musica, i quattro fattori della danza, di cui tre comuni con la musica, ed anche la definizione della danza più rigorosa e costruttiva fino ad oggi.

## Pubblicazioni
- Écriture de la danse théâtrale et de la danse en général, Niort, 1931, riedita nel 2000.
- La danse et ses lois, Paris, 1952.
- Technique générale du mouvement, Paris, 1954.
- Danses anciennes de cour et de théâtre en France, Paris, 1974.
- Les Feuilles de mon jardin, Saint-Seurin-de-Cadourne, 1977.

## Opere coreografiche
- La Valse (musica di Maurice Ravel)
- Variations chromatiques (musica di Georges Bizet)
- Pastorale (musica di César Franck)

## Opere musicali
- Requiem
- Rhapsodie pyrénéenne

| Controllo di autorità | VIAF (EN) 93527067 · ISNI (EN) 0000 0001 0786 0810 · LCCN (EN) no2006035987 · GND (DE) 143075020 · BNF (FR) cb118975656 (data) · J9U (EN, HE) 987007421310505171 |